# Tadeusz Wielecki
Tadeusz Wielecki (* 5. Juli 1954 in Warschau) ist ein polnischer Komponist und Kontrabassist.
Wielecki studierte Kontrabass bei Alfred Wieczorek und Andrzej Mysiński und Komposition bei Włodzimierz Kotoński an der Musikakademie Warschau. Er setzte seine Ausbildung 1986–1987 bei Isang Yun in West-Berlin und bei Klaus Huber in Freiburg im Breisgau fort.
Er setzt sich insbesondere für die Förderung der zeitgenössischen Musik in der musikalischen Ausbildung, im Schulmusikunterricht und in Rundfunksendungen für junge Menschen ein. 1992 gehörte er neben Lidia Zielińska und Zygmunt Krauze als Vertreter der Polnischen Gesellschaft für neue Musik dem Programmkomitee der Weltmusiktage der ISCM an. Von 1999 bis 2016 leitete er das Festival für zeitgenössische Musik Warschauer Herbst. Als Kontrabassist spielt er vorrangig das zeitgenössische Solorepertoire für das Instrument. Im 2001 gegründeten Improvisationsensemble The Mud Cavaliers beschäftigt er sich mit Intuitiver Musik.

## Werke
- Trio na trabke, róg i puzon, 1978
- Szesc miniatur na fortepian, 1979
- Nokturn für gemischten Chor a cappella, 1979
- Muzyka na klarnet, 1979
- Tango für Klarinette, Posaune, Cello und Klavier, 1980
- Misterioso für Perkussionist, 1980
- Tydzien für Blockflöte, Perkussion, Klavier und Kontrabass, 1980
- Kaczuszka für Akkordeon, Klavier, Perkussion, Kontrabass und Sprecher oder Kontrabassist-Rezitator, 1980–1988
- Muzyka powazna für Violine, Posaune und Perkussion, 1981
- Melodia z akompaniamentem für Kammerensemble, 1981
- Gran für Kammerorchester, 1981
- Opened Series I – IV für Kontrabass solo, 1982–1985
- Trio na skrzypce, kontrabas i fortepian, 1985
- Muzyka recytatywna für Perkussion, Klavier, Violine, Viola und Kontrabass, 1985
- Collage-Tango für Klavier, 1985
- Dukt für Streichorchester und Cembalo, 1986
- Poemat kameralny für zwei Violinen, Kontrabass und Klavier, 1986
- Liczne odnogi rozgalezionych splotów für Klarinette, Klavier und Cello, 1987–1988
- Badrulbudura für Perkussionisten und Schauspieler, 1988
- Opened Series V für Kontrabass solo, 1988
- Gesty duszy für Orgel, Akkordeon, Synthesizer, Gitarre und Perkussion, 1989
- Powtarzanka für vier Musiker, 1990
- Ballada metafizyczna für Kammerorchester, 1990
- Przedzie sie nic... für Cello solo, 1991
- Tchnal nan... für Fagott, Streicher und Pantomime, 1992
- Przedzie sie nic... II für Violine solo, 1992
- Przedzie sie nic... III für Kontrabass solo, 1992
- Two Questions and One Guess für Kammerorchester, 1992
- Opened Series VI für Kontrabass solo, 1993
- Z glebokosci spiewam... für Bläser, Streicher und Perkussion, 1993
- Ballada dziadowska für Kammerensemble, 1994
- Poemat egocentryczny für verstärktes Klavier und Tonband, 1994–1995
- Collage-Tango für Kammerorchester, 1995
- Studium gestu für Klarinette, Klavier und Cello, 1995
- Id für Orchester, 1996
- Studium gestu II für Klavier, 1997
- Koncert à rebours für Violine und Orchester, 1998
- Studium gestu III für Klarinette, Posaune, Klavier, Cello und Kontrabass, 2000
- Thesis für Flöte solo, 2000
- Gran für Orchester, 2000
- Credo, quia absurdum für Tonband und Tänzerin, 2001
- Tafle für Sinfonieorchester, 2002
- Czas kamieni für verstärkten Kontrabass und Kammerorchester, 2002
- Kwartet smyczkowy, 2004
- Szmer póltonów für Kontrabass und Ensemble, 2004
- Lawice für Sinfonieorchester, 2005
- Rycerze okraglego stolu, Dokumentaroper für Sopran, Tuba, Instrumentalensemble und elektronische Medien, 2006
- Koniecznosc i przypadek für Streichquartett und elektronische Medien, 2006
- Dolina Suchej Wody für Kammerorchester, 2007